# سنجرانی
سنجرانی، روستایی از توابع بخش مرکزی شهرستان هیرمند در استان سیستان و بلوچستان ایران است. سنجرانی یک قوم هست که در زمان جنگ جهانی دوم با انگلیسی ها می‌جنگیدند صدرا سنجرانی کلیپ ساز1403/12/15

## جمعیت
این روستا در دهستان جهان‌آباد قرار دارد و براساس سرشماری مرکز آمار ایران در سال ۱۳۸۵، جمعیت آن ۲٬۱۹۰ نفر (۳۹۴خانوار) بوده‌است.